# Велке Биловице
Велке Биловице (на чешки: Velké Bílovice, чешко произношение: ˈvɛlkɛː ˈbiːlovɪtsɛ) е град в окръг Бржецлав на Южноморавски край, Чехия. Намира се на около 80 км североизточно от Виена и на около 45 км югоизточно от Бърно. Има 3906 жители (2021). Това е най-големият лозарски град в Чехия с повече от 780 хектара лозя (2020).

## Фотогалерия
|  |  |  |
|  |  |  |